# MESH
MESH (ang. Macintosh Enchanced SCSI Hardware) – kontroler SCSI-2 firmy Apple stosowany w komputerach Power Macintosh oraz PowerBook. Montowany był aż do czasu wprowadzenia przez Apple standardu FireWire. Początkowo występował jako oddzielny układ, zaś później był integrowany w jednym z układów płyty głównej (różniło się to w zależności od modelu komputera). 
Maksymalny transfer wynosił 5 MB/s w komputerach z jedną szyną SCSI. W Power Macintoshach z dwiema szynami SCSI (druga obsługiwana przez inny układ – NCR 53C94), instalowano wersje MESH zgodną z SCSI-2 Fast i mogącą przesyłać dane z szybkością 10 MB/s.
Niektóre komputery Apple posiadają kontroler MESH, ale nie posiadają gniazd SCSI (np. PowerMac G3 Blue&White).